# Selección natural (The Spectacular Spider-Man)
«Selección natural» (título original: «Natural Selection») es el tercer episodio de la serie de televisión animada The Spectacular Spider-Man, basada en el personaje de cómic Spider-Man, creado por Stan Lee y Steve Ditko. En el episodio, Spider-Man debe enfrentarse a «El Lagarto», que era un profesor de laboratorio para el que estaba haciendo prácticas hasta que fue mutado por un suero diseñado para hacer crecer de nuevo el brazo que le faltaba.
Fue escrita por Matt Wayne, conocido por su trabajo en Liga de la Justicia Ilimitada, y era la primera vez que lo hacía para The Spectacular Spider-Man. David Bullock lo dirigió. «Selección natural» se emitió originalmente el 15 de marzo de 2008, en el bloque Kids' WB de la cadena The CW, y recibió críticas abrumadoramente positivas por parte de la crítica, que la alabó por sus secuencias de acción, la dirección narrativa y el nuevo diseño de Lagarto.

## Trama
Durante su patrulla, Spider-Man detiene a un grupo de ladrones que están irrumpiendo en una panadería. Al mismo tiempo, Spider-Man hace fotos para el Daily Bugle. Se marcha feliz y llega a casa a tiempo para su toque de queda, pero descubre tras revelar sus fotos que las ha estropeado. Mientras tanto, el Dr. Curt Connors se inyecta suero de lagarto para que le vuelva a crecer el brazo. Cuando despierta, su brazo ha vuelto a crecer, pero al saber que ha experimentado consigo mismo, su mujer, Martha, se pone furiosa.

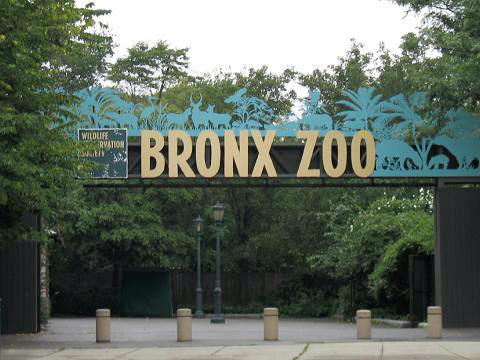
Spiderman lucha contra el Lagarto en el zoológico del Bronx.

En la escuela, Peter es atacado con globos de agua por Flash Thompson y la multitud popular, que esquiva hasta que se da cuenta de que podría revelar su identidad secreta como Spider-Man. Gwen interviene y consigue que todos se rían de Flash en su lugar. Gwen y Peter van al laboratorio de los Connor y ayudan a Eddie a limpiarse de una batalla anterior con Electro. Martha anuncia que el brazo de Curt había vuelto a crecer y lo celebran hasta que se dan cuenta de que le están creciendo escamas en el brazo, determinando que la mitad reptiliana de su cerebro está tomando el control. Peter intenta consolar al hijo de los Connor, Billy, pero se ve interrumpido cuando Curt se transforma en un enorme lagarto humanoide y sale corriendo.
Mientras Eddie sale en su persecución, Peter consigue escabullirse y va tras Connors como Spider-Man. Mientras intenta comunicarse con él, acaban en un tren subterráneo luchando dentro, fuera y debajo de él. Finalmente, Spider-Man cae del tren y Connors escapa. Spider-Man regresa al laboratorio y Martha le da un limpiador de genes que debe administrar a Connors por vía oral. A continuación, se dirige al zoológico del Bronx, donde al parecer se encuentra Connors.
Spiderman entra en la sala de los lagartos donde Connors se ha refugiado. Connors le noquea y Eddie llega para ayudarle. Cuando recupera la consciencia, Spider-Man idea un plan para engañarle e introducirle en el estanque de los Osos Polares. Casi lo consiguen cuando Connors es alertado por el timbre del móvil de Spider-Man. Billy llega entonces e intenta hacer entrar en razón a su padre, pero es inútil y Spider-Man salta para meter a Connors en el estanque. Spider-Man vierte el limpiador en la boca de Connors que, como resultado, vuelve a la normalidad, con el brazo perdido una vez más.
Al día siguiente, Peter consigue que las fotos del Lagarto se publiquen en el Bugle y obtiene el dinero que necesita. Sin embargo, cuando Gwen, Eddie y los Connor se enteran, se indignan de que se haya escapado simplemente para hacer fotos y dicen que ha perdido su confianza. Peter es despedido, pero en secreto coge otro vial de limpiador genético; cuando vuelve a casa, contempla la posibilidad de tomarlo para deshacerse de sus poderes, pero decide no hacerlo y lo esconde en su habitación.

## Producción
«Selección natural» fue el primer episodio escrito por Matt Wayne. Wayne ya había trabajado anteriormente en el Universo animado de DC en la última temporada de Liga de la Justicia Ilimitada. Wayne escribió otros dos episodios de la primera temporada: «La mano invisible» y «Persona». David Bullock fue el director del episodio. Dee Bradley Baker, actor de doblaje de series de animación y videojuegos, continuó con su papel del Dr. Connors/El Lagarto.
El episodio se emitió originalmente el 15 de marzo de 2008, en el canal Kids' WB bloqueado para The CW Network. Cuando Disney XD estrenó The Spectacular Spider-Man el 23 de marzo de 2009, emitió «Selección natural» después de los dos episodios anteriores, «Survival of the Fittest» e «Interactions». Tuvo una calificación TV-Y7-FV.